# Ханифијски мезхеб
Ханифијски мезхеб (арап. لحنفي) је један од четири призната мезхеба (правне школе) у Исламу. Њега је основао имам Ебу Ханифа који је рођен у Куфи. Ебу Ханифе је већ као дјечак учио код познатих учењака и већ тада је показивао своју велику оштроумност, његови учитељи су му већ као веома младом повјеравали држање разних трибина као и учешће у разним дебатама. Ебу Ханифе је за свог живота затекао и неколико асхаба. Из Ханифијске правне школе је изашао велики број учењака, а најпознатији међу Ебу Ханифиним ученицима јесте Ебу Јусуф. Ханифијски мезхеб је најраспростренији међу муслиманима Европе, у Турској, БиХ, Египту, Индији.

## Преглед
Од четири сунитске школе права Исламу, Ханифијска школа је најстарија. Она има репутацију да ставља нагласак на улогу разума и да је либералнија него остале три школе. Ханифијски мезхеб такође има највише сљедбеника од све четири главне сунитске школе. Османско и Могулско царство су биле Ханифије тако да је Ханифијски мезхеб је још увијек широко распрострањен у земљама овог простора. Данас, Ханифијска школа превладава међу сунитима у централној Азији, Авганистану , Пакистану , Бангладешу , Индији , Кини , као и у Ираку , Мауританији , Турској , Албанији, Босни, Космету, Македонији, на Балкану и на Кавказу. Такође га слиједе у великом броју у и другим дијеловима муслиманског свијета.

## Извори и методологија
Извори из којих су изведени закони, по редослиједу важности су: Куран, аутентичне Мухамедове нарације (Хадис), консензус (иџма), те закључивање по аналогији (кијас). Кијас се примјењује само ако се непосредна материја не може се наћи у Курану или хадисима. Четврти калиф, Алија, пренио је главни град Исламске државе у Куфу, а тиме су се многи асхаби населили тамо, а Ханифијски мезхеб је доносио своје одлуке на темељу хадиса које су преносили асхаби који су живјели у Ираку, тако овај мезхеб постао познат као Куфански или ирачки мезхеб, у ранијим временима. Већину основе мезхеба формирали су Али ибн Аби Талиб и Абдуллах Ибн Масуд, као и друге личности с којим је Ебу Ханифе студирао, као што су Мухамед ел Бакир, Ја'фар ел Садик, те Заyд ибн Алија. Многи правници и преносиоци хадиса живјели су у Куфи укључујући и једног од главних учитеља Ебу Ханифе, Хамад ибн Сулаyман.

## Нека карактеристична мишљења Ебу Ханифе и Ханефијског мезхеба
- Осим на хаџу, сваки намаз (5-пута дневна молитва) треба бити извршена у свом времену. (Неки не-ханифијски учењаци допуштају особи која путује да прилагодити одређена намаска времена због практичности.)
- Почетак времена за икиндију-намаз молитву (и крај времена за подне-намаз) је касније него у другим школама (отприлике кад су сјене дупло дуже од дужине њихових објеката).
- шеста свакодневна молитва зван витр је Ваџиб / потребна (али не на истој нивоу као и обавезни 5-дневних намаза) .
- Ебу Ханифе, узимајући дословно (harfiyyah), става је да је "вино", односно ферментирани сок од грожђа или датуле, апсолутно забрањено. Стога он је мислио да је допуштено попити малу не-опојну количину других алкохолних пића}} (нпр. од меда или житарица). Касније Ханифијски учењаци уводе правило да су сва алкохолна пића забрањена, без обзира на извор.
- Није допуштено да се клања у одјећи направљеној од псеће коже [што се сматра прљавштином по шеријату стога утјече на ваљаност намаза]
- Крварење може покварити абдест
- Само додиривање особе супротног спола не квари абдест.
- Муслиманима је дозвољено да раде на изградњи цркви, те се таква плата сматра се законитиом (халал) по Ханифијама.
- Сви сљедбеници Ханифијског мезхеба сматрају да је Куран Божији говор и да је шеријатски закон Божански закон, компатибилан за сва времена и да је хараам (забрањено) покушати промијенити или модифицирати шеријат.

Сва четири мезхеба се поштују и заправо разлику између мезхеба сматрају благословом. Сва четири мезхеба се признају као ваљане правне школе сунитског ислама које су произашле из анализе Курана и Суне. Муслимани могу да слиједе било који од четири мезхеба, а особа која је на нивоу учењака једног мезхеба може одабрати да слиједи одеђени став из другог мезхеба на било коју одређену тему, ако тај став јој више има смисла од онога што та особа сматра кривим путем.